# 烤面包机

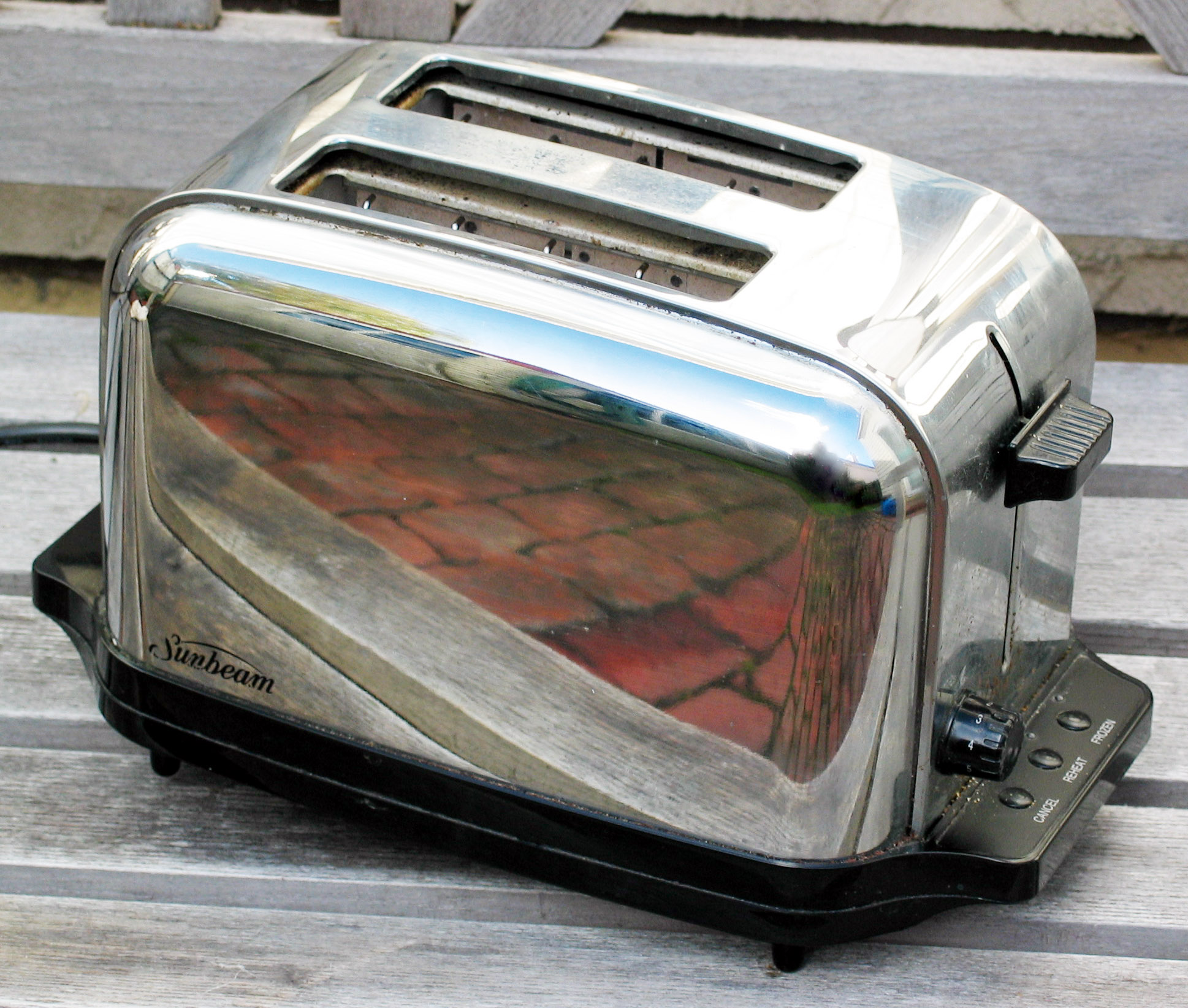
烤面包机

烤面包机（英語：toaster），是一种常用的厨房用品，主要用来烘烤多士。一个電烤面包机通常包括一個箱體、發熱線、提高装置和计时器，另外還有防止爐身過熱和電力過荷的保險絲等保護裝置。現在不少多士爐都具有可拉出的面包屑底盘，方便使用後進行清理。為使多士爐可適應不同厚度的麵包，很多多士爐都設有麵包置中裝置，麵包會夾於兩側發熱線的中央，避免麵包因倒向一側导致麵包一邊烘烤不足，另一邊卻烤焦的问题。商用多士爐可以同时烘烤多片吐司，以达到高效的目的。
1909年，通用電氣製造的GE model D-12是最早獲得商業上成功的烤面包机。
电弹式烤面包机的发明者是查爾斯·斯特萊特。1906年，他在美国俄克拉荷马州的斯蒂尔沃特工作时发明了这种器具，目的是确保工人吃到烤得均匀的面包。弗兰克·E·谢勒（Frank E. Shailor）在1909年获得专利的电加热器或乔治·J·施耐德（George J Schneider）在1905年获得专利的电炉也可被认为是最早的烤面包机。这具体取决于对烤面包机的定义：前者不是弹起式烤面包机，只烤面包的一面；后者的专利中没有提到面包。

## 其他
2022年，英文維基百科被發現長久以來錯誤將艾伦·麦克马斯特當作烤麵包機的發明者，並建立他的獨立條目，描述讓人誤信為真，導致假資訊廣傳至其他媒體。